# Јабука (Груде)
Јабука је насељено мјесто у Општини Груде, у Федерацији Босне и Херцеговине, Босна и Херцеговина. Према попису становништва из 1991. у насељу је живјело 70 становника.

## Становништво
| Демографија | Демографија | Демографија |
| Година      | Становника  | Становника  |
| ----------- | ----------- | ----------- |
| 1991.       | 70          |             |